# Castilla elastica
Castilla elastica, ou árvore da borracha do Panamá, é uma árvore nativa das áreas tropicais do México e América Central que era, nos tempos pré-colombianos, a principal fonte de látex entre os povos da Mesoamérica. O látex recolhido da Castilla elastica era transformado em borracha utilizável misturando-o com a seiva de uma espécie de dama-da-noite, Ipomoea alba, a qual, convenientemente, é tipicamente encontrada na natureza como uma trepadeira agarrada à Castilla elastica. A borracha produzida por este método tinha várias aplicações, incluindo particularmente, o fabrico de bolas para o jogo de bola mesoamericano.
A palavra nauatle para borracha era ulli / olli, que deu origem à palavra que os astecas usavam para designar o jogo de bola mesoamericano - ullamaliztli, bem como o antigo povo que eles associavam com a origem do jogo de bola, os olmecas (o povo da borracha). O nome nauatle para a Castilla elastica é olicuáhuitl; em espanhol é conhecida pelo nome palo de hule.

## Subspécies
- Castilla elastica ssp. costaricana (Liebm.) C. C. Berg
- Castilla elastica ssp. elastica (Borracha castilloa)